# Neaera laticornis
Neaera laticornis là một loài ruồi trong họ Tachinidae.